# Ambroży (Kurganow)
Ambroży, imię świeckie Władimir Zinowjewicz Kurganow (ur. 2 stycznia?/14 stycznia 1894 w Goworowie, zm. 30 maja 1933 w monasterze Miljkov) – rosyjski duchowny prawosławny, schiarchimandryta, w latach 1926–1935 przełożony monaster Miljkov – jednego z najważniejszych ośrodków życia religijnego białej emigracji rosyjskiej w Jugosławii.

## Życiorys
Był synem kapłana prawosławnego z Goworowa (ob. obwód sarański). Ukończył seminarium duchowne w Penzie, a następnie podjął studia na wydziale historyczno-filozoficznym Uniwersytetu Warszawskiego. W 1914 został zmobilizowany, po krótkim udziale w walkach frontowych udał się do Moskwy i tam kontynuował studia. Uczestniczył w Soborze Lokalnym Rosyjskiego Kościoła Prawosławnego na przełomie lat 1917 i 1918. Pod wpływem wystąpień arcybiskupa wołyńskiego Antoniego usłyszanych na soborze, postanowił zostać mnichem. Wstąpił do jednego z monasterów w eparchii charkowskiej, a następnie do Pustelni Optyńskiej jako posłusznik, jednak z powodu wybuchu wojny domowej w Rosji nie złożył wieczystych ślubów mniszych. Walczył w szeregach Białych i został ciężko ranny pod Kijowem, tam też zachorował na tyfus. Razem z gen. Wranglem ewakuował się do Konstantynopola, gdzie po wyzdrowieniu zatrudnił się w szpitalu wojskowym, był także ministrantem (cs. prisłużnikiem) na nabożeństwach w cerkwi przy miejscowej ambasadzie rosyjskiej. W Konstantynopolu spotkał się z dawnym arcybiskupem wołyńskim, a wówczas metropolitą kijowskim Antonim, który wyświęcił go na hipodiakona i zasugerował wyjazd do Królestwa SHS.
Władimir Kurganow udał się do monasteru Petkovica, gdzie przebywał jego dawny opiekun duchowy biskup Beniamin (Fiedczenkow). 4 kwietnia 1923 złożył we wspólnocie wieczyste śluby mnisze. W tym samym roku przyjął święcenia diakońskie z rąk metropolity Antoniego. 27 października tego samego roku przyjął święcenia kapłańskie z rąk arcybiskupa połtawskiego Teofana. W tym samym roku z błogosławieństwa metropolity Antoniego mnich Ambroży udał się do Jambołu, by tam założyć monaster tradycji rosyjskiej, zamieszkany przez emigrantów. 4 lutego 1926, także za radą Antoniego, zgodził się został przełożonym ubogiego monasteru serbsko-rosyjskiego - monasteru Miljkov. Ambroży zdołał zgromadzić wokół siebie ok. trzydziestoosobową grupę mnichów serbskich i rosyjskich, a monaster stopniowo stał się jednym z najważniejszych ośrodków duchowych emigracji rosyjskiej.
Mimo złego stanu zdrowia (rana odniesiona w czasie wojny domowej w Rosji nie została poprawnie wyleczona, chorował na gruźlicę) Ambroży nie tylko był duchowym przewodnikiem młodych mnichów, ale i osobiście pracował w monasterze (śpiewał w chórze, uczył ikonopisania, brał udział w rozbudowie monasteru). W 1933 ostatecznie podupadł na zdrowiu. Spędził miesiąc w szpitalu w Belgradzie, po czym na własne życzenie wrócił do klasztoru i złożył śluby mnisze wielkiej schimy. Zmarł w końcu maja i został pochowany na terenie klasztoru, a ceremonii pogrzebowej przewodniczył metropolita Antoni.